# Ruth Eckstein (Malerin, 1920)
Ruth Eckstein (* 10. Januar 1920 in Wetter (Ruhr); † 13. August 1997 in Hagen) war eine deutsche Malerin.

## Leben

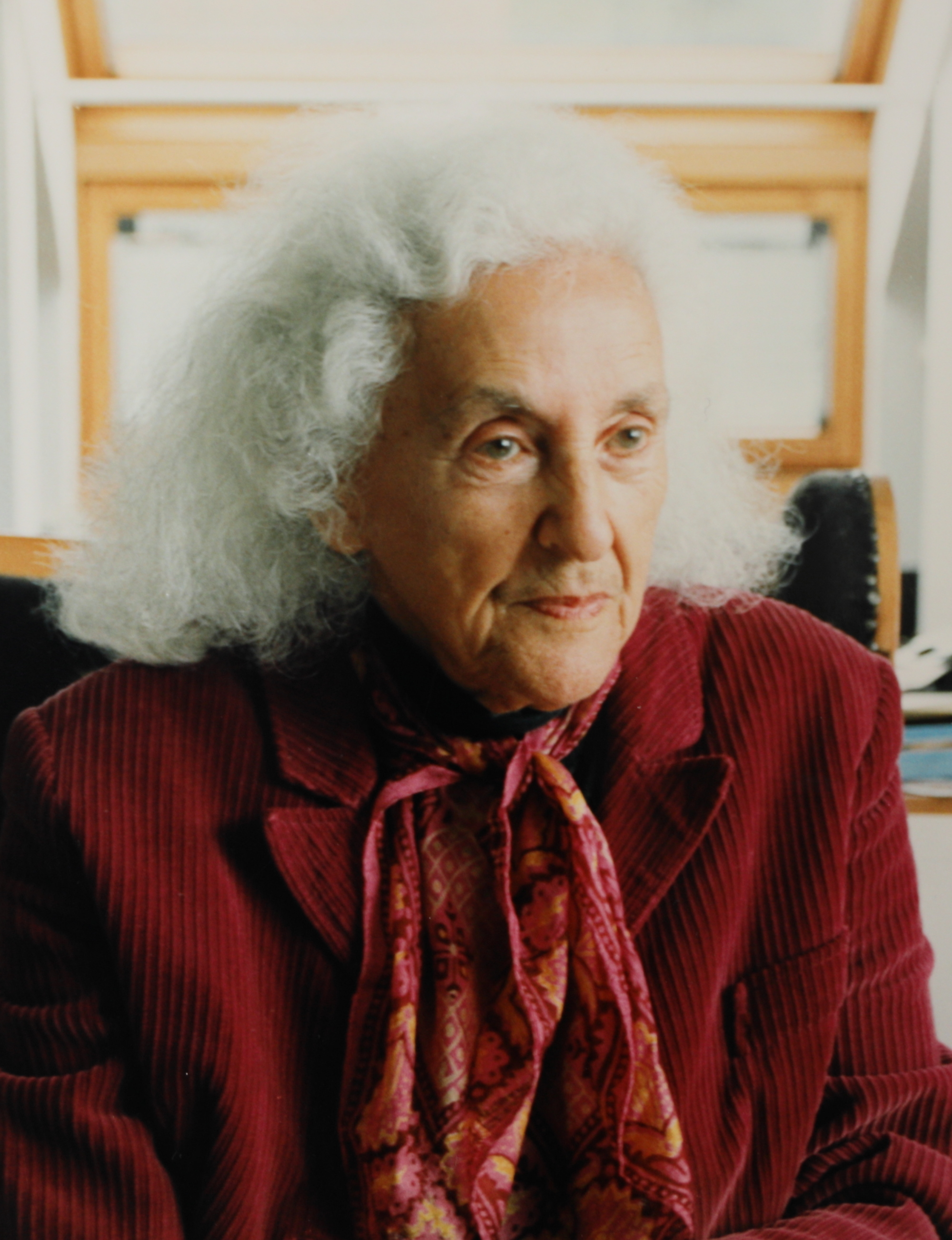
Ruth Eckstein

Ruth Eckstein wurde als Tochter des Stadtarchitekten Alfred Eckstein und seiner Frau Meta geboren. Sie besuchte bis 1936 die Volksschule und das Lyzeum in Hagen. Nachdem ihr Vater 1936 aus politischen Gründen aus seinem Dienst entlassen wurde, übersiedelte die Familie im Jahr 1938 nach Stuttgart-Laudenbach. Zwischen 1941 und 1945 leistete Ruth Eckstein Zwangsarbeit in einer Orgelfabrik in Weikersheim. Sie wurde 1945 im Ghetto Theresienstadt interniert und kehrte anschließend nach Laudenbach zurück. Von 1947 bis 1950 absolvierte sie ein Studium an der Akademie der bildenden Künste in Stuttgart bei Fritz Steisslinger, Hermann Sohn und Willi Baumeister. 1950 kehrte die Familie nach Hagen zurück.
1953/1954 trat Eckstein in den „Ring Bergischer Künstler“ Wuppertal ein und wurde Mitglied im „Hagenring“ in Hagen, was sie über 40 Jahre lang blieb. Seit 1953 hatte sie Einzelausstellungen sowie Beteiligungen an Ausstellungen im In- und Ausland. Seit 1961 lebte sie in Eppenhausen und führte dort ein Atelier.

## Wirken
Ruth Eckstein malte über eine lange Schaffenszeit abbildend, abstrakt, geometrisch abstrahierend, in Öl, Aquarell und Kohle, auf Leinwand, Papier, Holz, Pappe und anderen Untergründen.
Schwerpunkte künstlerischen Schaffens waren die ‚abstrakten‘ Arbeiten, farbig froh in den 50er und 60er Jahren und etwas gedeckter als Collagen, bei denen häufig zufällige Papierschnitzel oder kleine Ausrisse aus Zeitschriften Verwendung fanden. In den folgenden Jahren finden sich vermehrt figurale Kompositionen. Neben Lithografien und Serigrafien entstanden im Atelier ihres Künstlerfreundes Arthur Schulze-Engel auch einige Plastiken.
Eine Fülle von Aquarellen geben die Eindrücke vieler Reisen wieder, Porträts das Interesse an ihren Mitmenschen.
Begegnungen mit Künstlern wie u. a. Emil Schumacher, Ernst Meister, Lis Goebel, Eva Niestrath waren inspirierend für ihre Arbeiten, ohne dass direkte Einflüsse erkennbar wären. Auch das Werk von Adolf Hölzel und Ida Kerkovius war Grundlage für neue Impulse zur freien Gestaltung. „Ganz im Sinne der ‚absoluten Kunst‘ Hölzels konzentrierte sich Eckstein seit den siebziger Jahren auf die elementaren Mittel der Malerei – Farbe und Form – und fand so sukzessive zu ihrer eigenen, unverwechselbaren Handschrift.“

## Ausstellungen (Auswahl)

### Einzelausstellungen
- 1955: Osthaus Museum Hagen
- 1956: Galerie Palette Röderhaus Wuppertal
- 1957: Märkisches Museum, Witten
- 1962: Bergisches Studio Von-der-Heydt-Museum Wuppertal
- 1964: Pianohaus Ibach Wuppertal
- 1967: National Museum Zadar, Zadar (Jugoslawien)
- 1969: Galerie Hagenring Hagen
- 1973: Kunstverein Hattingen, Altes Rathaus, Hattingen
- 1975: Torhaus Rombergpark Dortmund
- 1978: Galerie Palette, Röderhaus Wuppertal
- 1979: Katholische Akademie Schwerte
- 1983: Galerie Petit, Hagen
- 1985: Galerie 29 Hagen, Bürgerhaus Korbach
- 1987: Kunstkreis Hofgeismar, Galerie der Stadt Altena
- 1990: 70 Jahre Ruth Eckstein, Galerie Hagenring Hagen
- 1991: Synagoge Hohenlimburg Hagen, Gerling-Konzern Hagen
- 1995: Galerie Michael Schlieper Hagen, Katholische Akademie Schwerte
- 1996: Ruth Eckstein zu Ehren, Gut Schede, Wetter
- 1997: Gedächtnisausstellung Ruth Eckstein, Galerie Hagenring Hagen
- 2013: Hagener Fenster im Osthaus Museum, Hagen

### Gruppenausstellungen
1955–1959
- Ring bildender Künstler, Von-der-Heydt-Museum, Wuppertal
- Verein Düsseldorfer Künstlerinnen, Kunsthalle Düsseldorf
- Wettbewerb „Chorfenster der Elisabeth Kirche“ Marburg
- Bildende Künstler von Rheinland und Westfalen, Kunstpalast Ehrendorf Düsseldorf
- Westfälische Künstler, Wilhelm-Morgner-Haus Soest.

1960–1969
- Jahresschau Bergischer Kunst, Städtisches Museum Wuppertal
- Ring Bergischer Künstler, Galerie Palette Röderhaus Wuppertal
- Internationale Graphik-Ausstellung, Galerie Svea Stockholm
- Genootschap Kunstliefde, Utrecht
- Westfälische Künstler, Landesmuseum Münster
- Ausstellung der Bundes-GEDOK, Kunsthaus Hamburg
- Hagener Künstler, Osthaus Museum Hagen
- Bergische Kunstausstellung, Deutsches Klingenmuseum Solingen
- Baumeister-Schülerausstellung, Werkschule Wuppertal.

1970–1979
- Kunstverein Hattingen, Altes Rathaus, Hattingen
- 50 Jahre Hagenring, Osthaus Museum, Hagen
- Handzeichnungen, Galerie Börner, Hagen
- Willi Baumeister-Schülerausstellung, Galerie Mauth, Stuttgart
- Ring Bergischer Künstler, Rheda-Wiedenbrück
- Kunstausstellung Bonn

1980–1989
- Galerie der Stadt Altena
- Rathaus Siegburg
- Schollbrockhaus Herne
- Kunstkreis Hofgeismar
- Bergische Künstler, Wilhelm-Morgner-Haus, Soest
- Landesvertretung NRW Bonn
- Haus des Kunsthandwerks, Erkelenz
- Gruppe Bergischer Künstler, Buxtehude

ab 1990
- Jahresausstellung, Osthaus Museum Hagen
- Stadtgalerie Castrop-Rauxel
- Galerie Michael Schlieper, Hagen
- Schwarz-Weiß, Münsterlandmuseum in der Burg Vischering Lüdinghausen
- Baumeister-Schüler, Kunstverein Kappeln
- Figur und Figuration, Kath. Akademie Schwerte, Gut Schede, Wetter